# Synagogue d'East Midwood

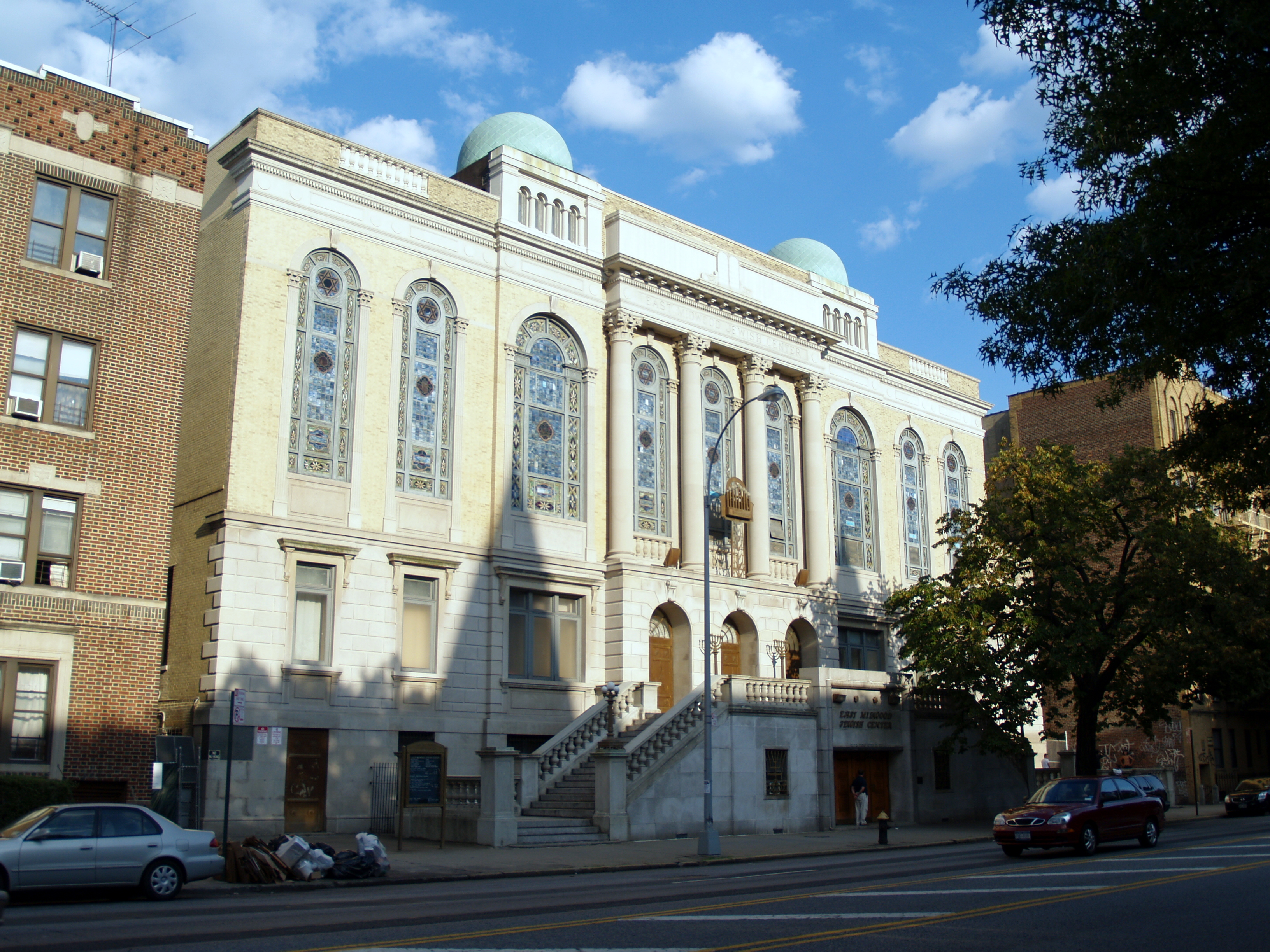
La synagogue d'East Midwood

La synagogue d'East Midwood  est une synagogue conservatrice, située au 1625 Ocean Avenue dans le quartier de Midwood, circonscription de Brooklyn à New York.
Fondée en 1924, la communauté d'East Midwood a fait bâtir un bâtiment néorenaissance typique des grandes synagogues polyvalentes de cette époque. Elle est la seule synagogue de Brooklyn qui possède encore un mikvé en fonctionnement. Le bâtiment n'a pas été modifié du point de vue architectural depuis sa construction, et a été inscrit le 7 juin 2006 sur la liste du Registre national des lieux historiques sous le numéro 06000478.
La synagogue d'East Midwood n'a eu que trois rabbins depuis sa fondation. En 2009, le rabbin officiant est le Dr. Alvin Kass et les présidents de la communauté sont Michael T. Sucher et Larry Isaacson.

## Historique

### Fondation de la communauté
La communauté d'East Midwood a été fondée en 1924 par Jacob R. Schwartz, un dentiste, concerné par le fait qu'il n'existait aucune école juive dans le voisinage, que pouvaient fréquenter ses deux fils. Du début, son intention est de créer une synagogue conservatrice, offrant des offices en hébreu, mais ajoutant certaines prières en anglais. À l'origine, East Midwood se différencie des autres synagogues ashkénazes de New York, car les offices ne sont conduits qu'en hébreu et en anglais et non en hébreu et en yiddish, et les fidèles sont des émigrants venus de toutes les régions d'Europe et non d'une seule région.
East Midwood a tenu sa première assemblée annuelle le 18 novembre 1924 au Centre communautaire juif de Flatbush, Brooklyn pour y élire son premier président, Pincus Weinberg qui est aussi nommé président du Comité immobilier chargé de la construction d'une synagogue. Avant son déménagement à Flatbush, Weinberg avait été auparavant le président de la communauté Baith Israel Anshei Emes, à Cobble Hill, Brooklyn.
Le premier rabbin de la synagogue est Reuben Kaufman et le premier Hazzan, Jacob Schraeter. Kaufman, né à Brooklyn, avait célébré sa Bar mitzvah à la synagogue Baith Israel Anshei Emes.

### Construction de la synagogue
Le comité immobilier achète presque immédiatement un terrain situé Avenue L entre la 26e et la 27e Rue-Est. Mais la majorité des membres considèrent qu'une implantation sur l'Ocean Avenue est plus souhaitable. De nombreuses critiques sont émises contre la construction sur l'Avenue L, et le 25 mars 1925, le comité décide alors d'acheter le terrain au 1625 Ocean Avenue où est bâtie la présente synagogue. L'architecte Louis Allen Abramson et le maître d'œuvre Irving Warshaw, sont chargés de la réalisation des travaux. La pose de la première pierre se déroule le 13 juin 1926 avec une bénédiction du rabbin Harry Halpern, et bien que le bâtiment ne soit pas totalement terminé à l'automne, les offices de Roch Hachana et de Yom Kippour peuvent s'y dérouler. Le Talmud Torah, créé en 1925, et provisoirement hébergé dans une structure temporaire, peut aussi emménager dans le nouveau bâtiment.
Conçu en style néorenaissance, le bâtiment ne sera complètement terminé qu'en 1929, pour un coût total de 1 000 000 de dollars, et sera dédié en avril 1929, lors d'une grandiose cérémonie.
La même année, le rabbin  Kaufman quitte la synagogue pour devenir le rabbin de la synagogue Emanu-El  à Paterson dans le New Jersey, et Harry Halpern est nommé rabbin d'East Midwood. Halpern, qui devient aussi professeur adjoint de psychiatrie au Jewish Theological Seminary of America (Séminaire théologique juif des États-Unis), va rester rabbin de la communauté pendant 49 ans, jusqu'à sa retraite en 1977, quatre ans avant sa mort en 1981.

### la grande dépression et la construction de l'école
La Grande Dépression s'abat aussi sur la communauté, et le nombre des membres chute. Afin de faire face aux problèmes financiers, les cotisations sont augmentées, les professeurs reçoivent des traites endossées à la place de leurs chèques de paye, le secrétaire exécutif est licencié, des bancs sont vendus et des membres individuels apportent leur garantie personnelle pour les emprunts. Grâce à ces mesures, la communauté survit et le nombre d'adhérents grimpe: en 1934, il y a 300 membres et en 1944 leur nombre atteint 1 100.
En 1950, East Midwood construit une école de deux étages et une passerelle double entre l'école et la synagogue. À son apogée, au début des années 1950, l'école est fréquentée par environ 1 000 élèves.
Plus tard, East Midwood crée une école juive conservatrice, donnant un enseignement généraliste et religieux, du jardin d'enfant jusqu'au niveau 8 (équivalent à l'entrée au collège), et offrant aussi des cours d'instruction religieuse l'après-midi pour les élèves des écoles publiques. L'école a été renommée "École rabbin Harry Halpern" à la mémoire du rabbin Halpern.
En octobre 1968, le maire de New York, John Lindsay est hué et conspué par une énorme foule devant la synagogue d'East Midwood, à la suite d'un incident infâme pendant la grève des professeurs de New York en 1968. Lindsay avait supporté un plan de décentralisation scolaire qui avait opposé les parents principalement noirs aux professeurs principalement juifs et à l'administration des écoles;  après que l'administrateur du conseil des écoles d'Ocean Hill-Brownsville ait licencié 13 professeurs et 6 administrateurs (principalement juifs) pour s'être opposés à la décentralisation, le syndicat des enseignants, l'United Federation of Teachers  appela à la grève. Cette grève ferma 85 pour cent des 900 écoles de la ville pendant 55 jours. La grève qui fut marquée par des menaces physiques et des discours à connotation raciste et d'antisémite, ne prit fin que lorsque la législature de l'État de New York suspendit l'administrateur et le conseil.
À la suite du départ à la retraite d'Halpern en 1977, East Midwood engage comme rabbin Alvin Kass, un diplômé du Columbia College de l'Université Columbia et du Jewish Theological Seminary, avec un doctorat en philosophie de l'Université de New York.

## Architecture de la synagogue

### Architecture extérieure

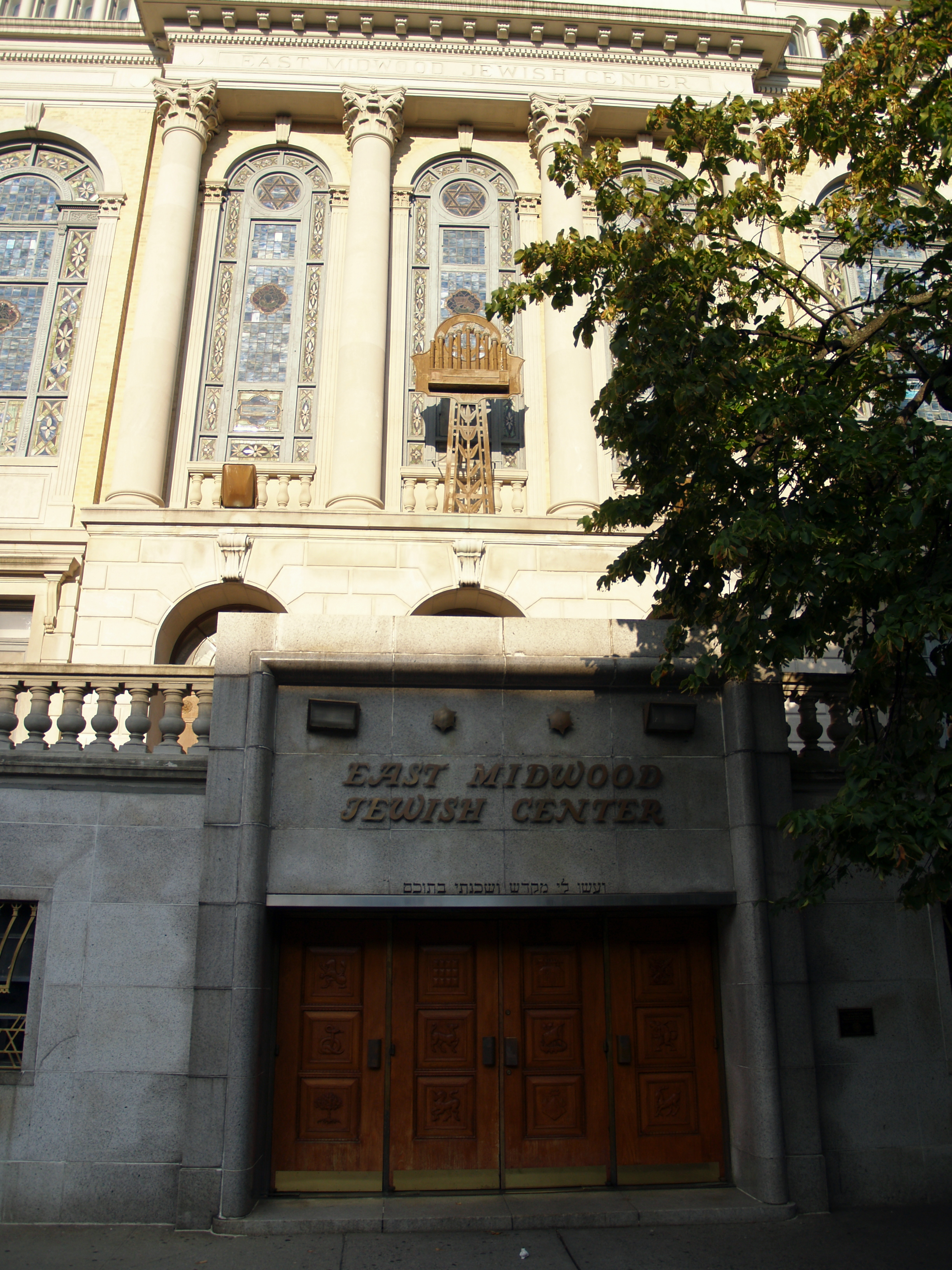
Porte d'entrée au niveau de la rue

Le bâtiment est construit sur une structure métallique avec des murs extérieurs en maçonnerie. Sa façade principale sur l'avenue, de 47 mètres de large est en briques beiges et pierres  calcaires, alors que la façade arrière est en brique rouge. Le bâtiment a quatre niveaux, plus deux grands appartements pour les gardiens. Comme la plupart des architectes de synagogues du début du XXe siècle aux États-Unis, Abramson conçoit la façade « comme un palais plutôt que comme un bâtiment religieux ».
Au rez-de-chaussée, l'entrée du bâtiment se fait par quatre portes en bois, chacune avec trois panneaux de bois sculptés, symbolisant les douze tribus d'Israël. Deux escaliers, à droite et à gauche, de style renaissance, avec une balustrade à colonnes conduisent à l'entrée principale du centre au premier étage. Des panneaux de granite polis ont été rajoutés à la face ouest de l'escalier en 1958-1959. À la base des escaliers, se trouvaient quatre socles en béton supportant des lampes en bronze à quatre à  globes lumineux blancs. Sur le palier au premier étage, deux chandeliers à sept branches en bronze de trois mètres de haut, sont positionnés entre les portes. Les portes au premier étage, à arc plein cintre, sont surmontées d'impostes semi-circulaires en verre transparent avec des meneaux en bronze. Au-dessus des arcs, se trouve une corniche en pierre calcaire.

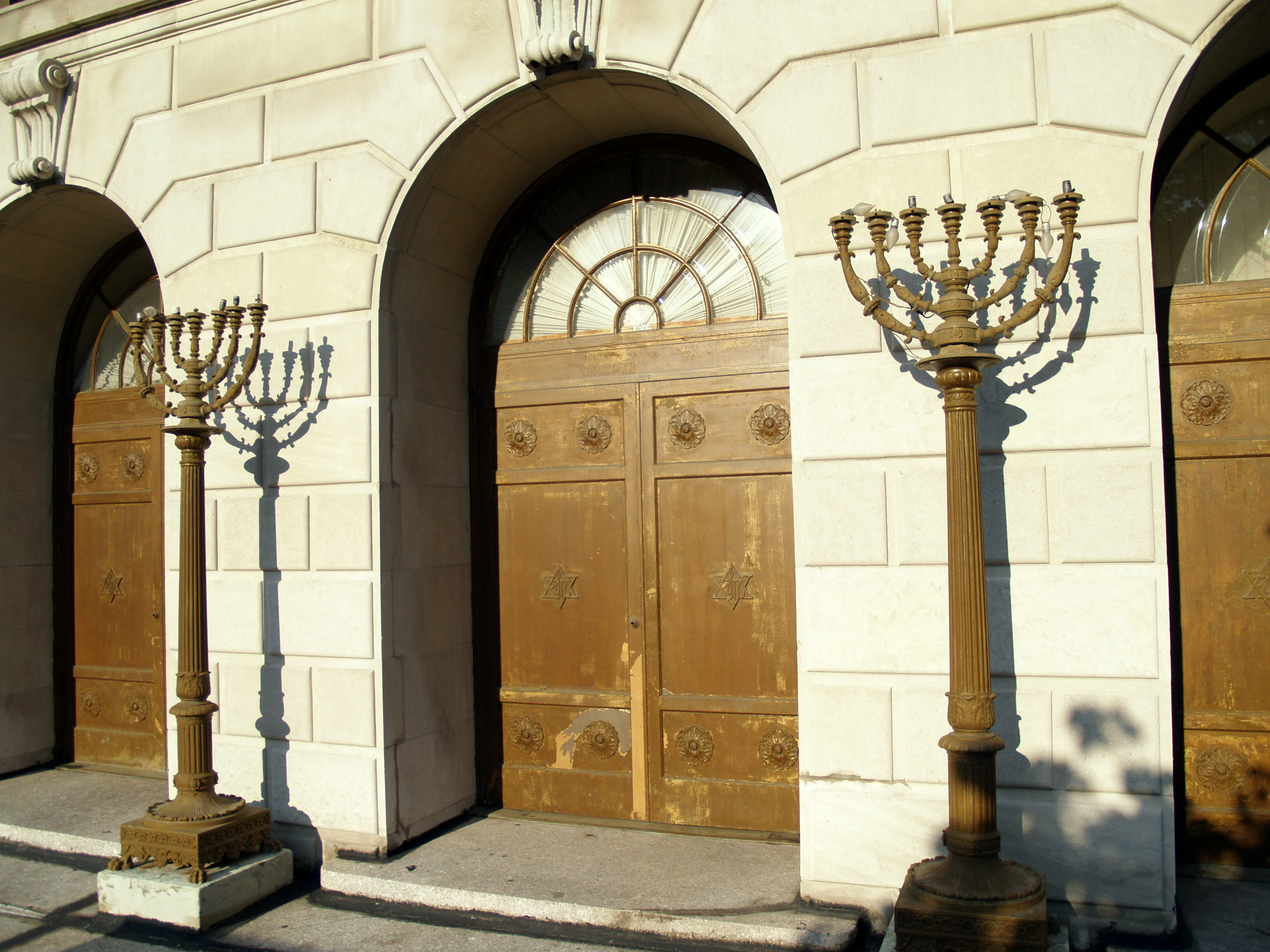
Portes d'entrée principales au premier étage

Neuf monumentales fenêtres à arc plein cintre, avec vitraux au plomb, encadrées d'étroits pilastres corinthiens, occupent la presque totalité de la façade du deuxième et troisième étage. En avant des trois fenêtres centrales, une rangée de quatre colonnes corinthiennes est surmontée d'un linteau sans ornement. Neuf autres fenêtres à vitraux, non visibles de l'Ocean Avenue, se trouvent sur la façade est, côté 21e Rue Est.
Sur le toit, on aperçoit deux dômes en cuivre, maintenant oxydés en vert, de style mauresque. C'est un rappel du style populaire au milieu et à la fin du XIXe siècle dans les communautés juives germano-américaines. En face de chaque dôme, se trouve un muret avec quatre ouvertures à arc plein cintre aveugles.

### Architecture intérieure
Le bâtiment est typique des nouveaux "centres synagogaux" construits aux États-Unis dans les années 1930-1940 qui regroupent synagogue et centre communautaire, et comprennent une "synagogue, un auditorium, des cuisines, des restaurants, des salles de classe, un gymnases et une piscine".
La synagogue offre 800 places assises au rez-de-chaussée et 150 dans les galeries au premier étage. La synagogue est au deuxième étage. La salle a la forme d'un parallélogramme avec trois ailes. Les bancs en bois vont en s'allongeant de l'avant à l'arrière.
À l'avant de la salle, vers l'est, se trouve une abside semi-circulaire avec une estrade (la Bimah), supportée par quatre pilastres noirs avec leur chapiteau décoré en bronze. Au fond, l'Arche sainte contenant dix Sifrei Torah (rouleaux de Torah) est fixée dans le mur et fermée par des portes en bronze. La lampe éternelle (Ner Tamid) est suspendue au  fronton brisé situé au-dessus de l'Arche. Au-dessus du fronton, trônent les deux Tables de la Loi sculptées dans le marbre, et au-dessus un soleil doré rayonnant.
On accède à la Bimah par six marches, situées de chaque côté, qui symbolisent une ascension vers Dieu. De part et d'autre de la Bimah, une Menorah (chandelier à sept branches) telle que décrite dans la Bible (Exode 25:31-36).
Sur la droite et la gauche de la Bimah, deux grandes fenêtres avec vitraux d'environ 1,20 mètre de large et 9 mètres de haut. Du côté est et du côté ouest, la salle de prière est éclairée par cinq des neuf fenêtres à vitraux visibles d'Ocean Avenue et de la 21e Rue Est. Les autres quatre fenêtres donnent de la lumière à des salles adjacentes. Ces fenêtres font environ 1,5 mètre de large sur 12 mètres de haut. Le pourtour des vitraux représente des fleurs abstraites de style Tiffany (Art nouveau), en rouge, jaune et vert, tandis que le centre des vitraux imite le ciel avec différentes nuances de bleu. En plus de l'éclairage naturel, la synagogue est éclairée par un grand lustre de 12 mètres de diamètre, qui pend d'un dôme de style Tiffany en vitrail de couleur jaune et vert avec au centre une Étoile de David. La lumière est aussi donnée par deux lustres plus petits en cristal, fixés au plafond et par de nombreux luminaires à trois lampes, fixés sur les colonnes entre les fenêtres.
Quand on pénètre dans le bâtiment au niveau du rez-de-chaussée, quelques marches nous amène dans le vestibule, où sont accrochées les plaques indiquant le nom des fondateurs et des constructeurs d'East Midwood, ainsi que des rabbins qui y ont officié depuis 1926. On pénètre ensuite dans un hall aux murs en pierre travertin, où se trouvent trois mémoriaux, un à la mémoire des victimes de la Shoah, un pour honorer les membres et donateurs décédés et un autre, en vitrail, pour les victimes des attentats du 11 septembre 2001, parmi lesquelles se trouvait un membre de la communauté.
Sur le côté gauche du hall, se trouve un petit oratoire, ouvert tous les jours pour les prières du matin et du soir, avec des bancs en bois pour environ 75 personnes. Cet oratoire possède sa propre Arche Sainte et de part et d'autre, on trouve des fenêtres à vitraux, similaires à celles de la grande synagogue, mais en plus petite dimension.
Un escalier circulaire en fer forgé mordoré permet d'accéder au premier étage, où se trouvent les deux salles de bal et la cuisine. Les deux salles de bal et le hall qui les sépare, sont ornés de moulures architecturales et de médaillon de style Renaissance.
Le bâtiment à deux étages de l'école, donnant sur la 21e Rue Est, est relié au bâtiment de la synagogue par une cour, un corridor en sous-sol et par une passerelle au second étage. En plus des salles de classe, on y trouve un laboratoire de sciences, une bibliothèque, des pièces consacrées à la musique, à l'art, à l'informatique, plus un auditorium/salle de bal avec une estrade et une cuisine.

## Fin duXXesiècleet début duXXIesiècle
Comme le changement démographique de Brooklyn rend les institutions non-orthodoxes moins viables, East Midwood absorbe trois autres communautés, y compris le Centre communautaire juif de Flatbush où s'était déroulée la première assemblée annuelle d'East Midow avant la construction de son centre. En 1996, le nombre de membres est de 1 000 familles.
Le bâtiment de la  synagogue est resté inchangé du point de vue architectural depuis sa construction, et reste la seule synagogue de Brooklyn avec une piscine en fonctionnement. En juin 2006, le bâtiment a été inscrit au Registre national des lieux historiques. La même année, la communauté reçoit un prêt de 300 000 dollars du New York Landmarks Conservancy (Administration des sites de New York) pour les réparations de la structure métallique et de la maçonnerie sur les côtés et la façade arrière. La communauté lève aussi une somme de 40 000 dollars pour recevoir une prime de 20 000 dollars de l'Administration des sites afin de terminer les travaux en 2007. En novembre 2007, East Midwood se voit attribuer une prime de 409 575 dollars du New York State Environmental Protection Fund (Fondation pour la protection environnementale de l'État de New York) pour la restauration des décorations du hall de prière, y compris les vitraux, le dôme en vitrail et le plafond,.
En 2009, le rabbin de la synagogue est Dr. Alvin Kass, le Hazzan, Sam Levine, et les présidents de la communauté Michael T. Sucher et Larry Isaacson. Kass a été pendant 40 ans aumônier au New York City Police Department et a aussi servi comme aumônier des forces aériennes ( United States Air Force) pendant deux ans.
Ruth Bader Ginsburg, juge à la Cour suprême des États-Unis et Marc Levin, cinéaste, caméra d'or au Festival de Cannes en 1998, sont membres de la communauté d'East Midwood.

### Sources
- (en) Robert Lipsyte, "COPING; Time to Build The Ark?", The New York Times, 23 août 1998